# ムハンマド・アブデル・モネイム

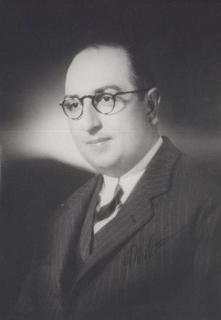
ムハンマド・アブデル・モネイム

ムハンマド・アブデル・モネイム（Muhammad Abdel Moneim, 1899年2月20日 - 1979年12月1日）は、エジプト、ムハンマド・アリー朝の7代君主アッバース・ヒルミー2世の息子。エジプト王フアード2世の摂政。

## 生涯
1938年、又従弟のファールーク1世国王の許可を得て、アルバニア王ゾグ1世の妹と婚約したが破談に終わった。
1940年、オスマン家の旧皇族ファトゥマ・ネスリシャー・スルタンと結婚し、のちに1男1女をもうけた。
1952年にエジプト革命でファールーク1世が退位させられ、息子のフアード2世が即位したとき、彼はその摂政となった。
だが、翌1953年にフアード2世が退位させられ、ムハンマド・ナギーブがエジプト共和国大統領となると、彼もまた10か月ほどで摂政の地位を解任されることとなった。
1957年、夫妻はガマール・アブドゥル＝ナーセル大統領の政権打倒を目論む陰謀に参加した容疑で逮捕された。夫妻はトルコ共和国大統領のエジプト政府に対する働きかけにより、釈放された。夫妻はエジプトを出国して欧州に渡るが、まもなくネスリシャーの生国トルコに移った。
1979年12月1日、彼はトルコで客死し、遺体はカイロに埋葬された。

## 子女
妻ファトゥマ・ネスリシャー・スルタンとの間に1男1女をもうけた。
- 長男：アッバース・ヒルミー（1941年 - ）
- 長女：イクバール・ヒルミー（1944年 - ）